# ŠEAL 100
ŠEAL 100 – typ trolejbusu produkowanego w latach 1987–1997 przez firmy Škoda, Energoinvest Sarajevo oraz Vaso Miskin Crni.

## Konstrukcja
ŠEAL 100 (Škoda – Energoinvest – Alusuisse) to dwuosiowy trolejbus z karoserią wykonaną z aluminium. Po prawej stronie nadwozia znajduje się troje drzwi dwuskrzydłowych. Wyposażenie elektryczne jest takie samo jak w trolejbusach Škoda 14Tr, podwozie oraz osie dostarczyły zakłady Škoda Ostrov, nadwozie wyprodukował sarajewski zakład Vaso Miskin Crni, a montaż końcowy prototypu przeprowadzono w sarajewskiej firmie Energoinvest.

## Dostawy
| Państwo              | Miasto         | Lata dostaw    | Liczba | Numery taborowe |       |
| -------------------- | -------------- | -------------- | ------ | --------------- | ----- |
| Bośnia i Hercegowina | Sarajewo       | 1987–1997      | 3      | 627, 4228, 4229 | [ 2 ] |
| Łączna liczba:       | Łączna liczba: | Łączna liczba: | 3      |                 |       |

Prototyp nr 627 wyprodukowano w 1987 r. Pod koniec lat 80. XX wieku dostarczono części dla dwóch kolejnych egzemplarzy, które zmontowano jednak dopiero po zakończeniu wojny w Bośni i Hercegowinie w 1997 r. Wszystkie trolejbusy typu ŠEAL 100 wycofano z eksploatacji w połowie pierwszego dziesięciolecia XXI w.: prototyp (od roku 2001 z numerem 4232) w 2004 r., dwa pozostałe wozy w 2006 roku.